# بلوتش أباد (كتول)
بلوتش أباد (بالفارسية: بلوچ‌آباد) هي قرية تقع في إيران في قسم کتول الریفي. يقدر عدد سكانها بـ 585 نسمة .